# 14558 Wangganchang
14558 Wangganchang (1997 WG1) là một tiểu hành tinh vành đai chính được phát hiện ngày 19 tháng 11 năm 1997 bởi Chương trình tiểu hành tinh Bắc Kinh Schmidt CCD ở Xinglong.